# Seriocarpa tongae
Seriocarpa tongae is een zakpijpensoort uit de familie van de Styelidae. De wetenschappelijke naam van de soort werd in 2001 voor het eerst geldig gepubliceerd door het echtpaar Claude en Francoise Monniot.